# 여로 (드라마)
《여로》(旅路)는 1972년 4월 3일부터 1972년 12월 29일까지 방송되었던 KBS TV 일일 드라마로 높은 시청률이 나온 이 드라마의 처음 제목은 ‘女路’였고 이후에 ‘旅路’로 바뀌었으나 내용은 결국 ‘여자의 길’을 그렸다.

## 줄거리
주인공 분이는 가난 때문에 유지의 집안 아들이나 조금은 모자란 영구의 짝으로 씨받이 겸해서 팔려오게 된다. 신랑이 지능이 모자라고 신체가 불편함에도 불구하고, 분이는 남편에게 온갖 정성을 다한다. 차차 영구도 분이를 진심으로 좋아하게 된다. 하지만 분이는 시집온 그날부터 시어머니와 시누이 사이에서 갖은 고초를 당한다. 분이는 아들 기웅을 낳고 행복한 시간도 잠시 과거 술집 작부로 일한 사실이 탄로나 남편과 아들과 이별하게 된다.
1952년 6.25 전쟁이 한창이던 때 분이와 영구는 피난지 부산에서 우연히 다시 만나게 되지만, 시어머니에 의해 헤어지게 된다. 분이는 6.25 전쟁 기간 동안 피난지 부산에서 국밥집을 하며 큰돈을 모으고 주위 사람들에게 선행을 베푼다. 이것도 모자라 10년이 흐른 후 국밥 장사를 해서 모은 돈을 사회에 환원해 미담 기사가 신문에 실린다. 마침내 대전역 대합실에서 분이와 그의 가족들은 눈물의 상봉을 하고 분이가 사놓은 옛날 영구의 집으로 함께 가게 된다.

## 등장 인물
- 태현실 : 분이 역
- 장욱제 : 영구 역
- 박주아 : 시어머니 역
- 권미혜 : 시누이 역
- 송승환 : 아들 기웅 역
- 최정훈 : 김성준 역
- 박근형
- 김무영
- 정민
- 최유리

## 해설
분이라는 인물의 저변에 깔린 것은 인내하고 가정에 순종하고 자신을 희생하는 현모양처의 상이나, 그녀는 위기 상황(6.25 시절)때 나름의 능동성을 발휘해 위기를 극복하고 가족 구성원을 하나로 모으는 주체적인 역할도 하고 있다. 과거부터 여성들에게 강요되어 온 현모양처 상은 드라마의 주 시청층인 여성들의 공감을 얻었고, 나름대로의 지혜로 스스로의 생활을 개척해 내가는 모습은 카타르시스를 느끼게 하는 장치로 작용했을 것이다. 이렇게 위기를 극복하는 강인한 여성상은 이후 여러 드라마에서도 자주 노출된다.

## 기타
- KBS 영상자료실에 유일하게 제207회 방영분(1972년 12월 25일 방송)의 영상이 보존되어 있지만, 다른 회차는 현존하고 있지 않는 것으로 알려졌다.
- KBS가 중앙방송국 시절에 마지막으로 방영을 마친 일일드라마였다.